# Papalotla, delstaten Mexiko
Papalotla är en ort i Mexiko, och administrativ huvudort i kommunen Papalotla i delstaten Mexiko. Papalotla ligger i den centrala delen av landet och tillhör Mexico Citys storstadsområde. Orten hade 4 076 invånare vid folkmätningen 2010.

## Galleri

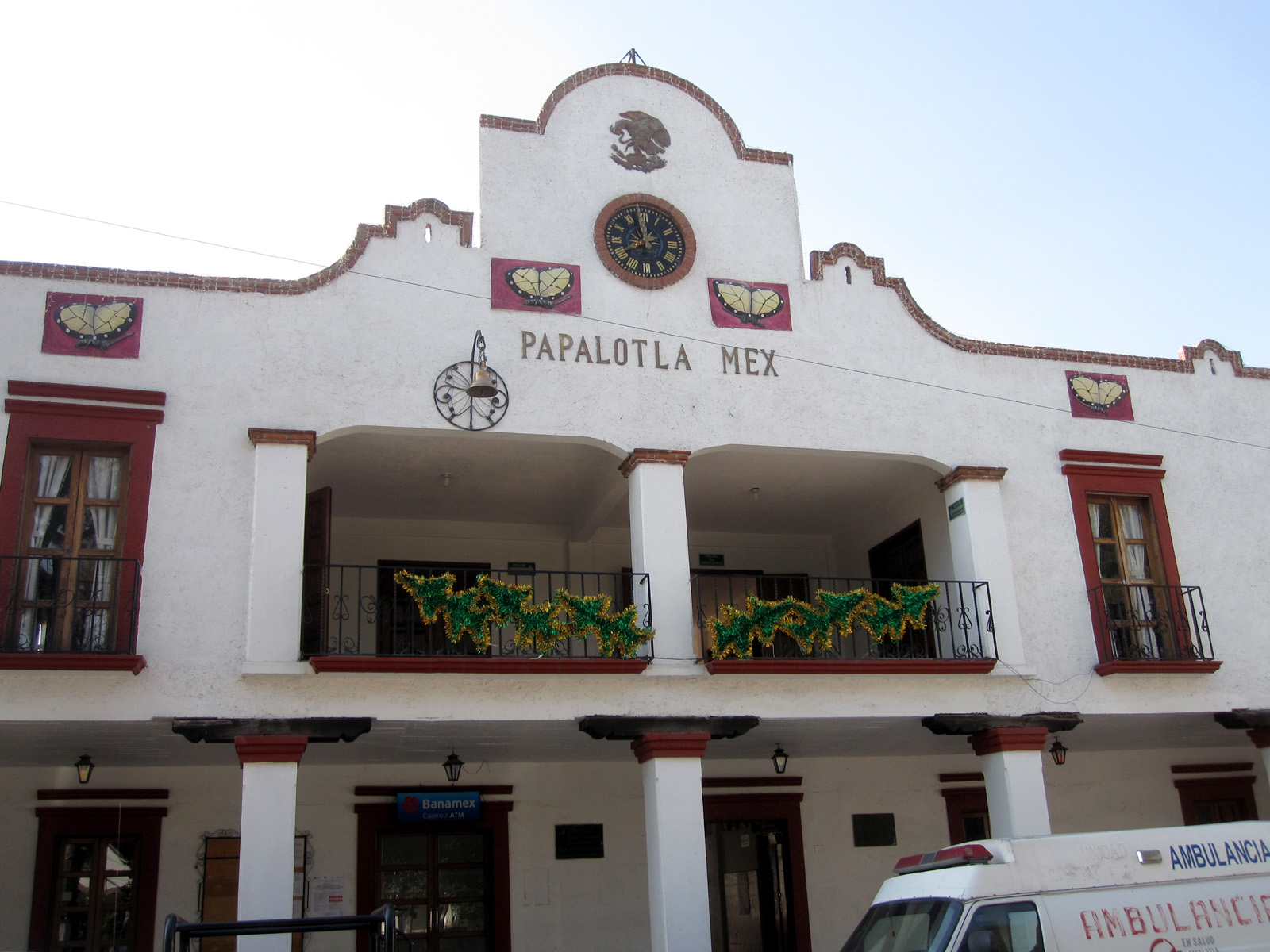
Stadshuset.
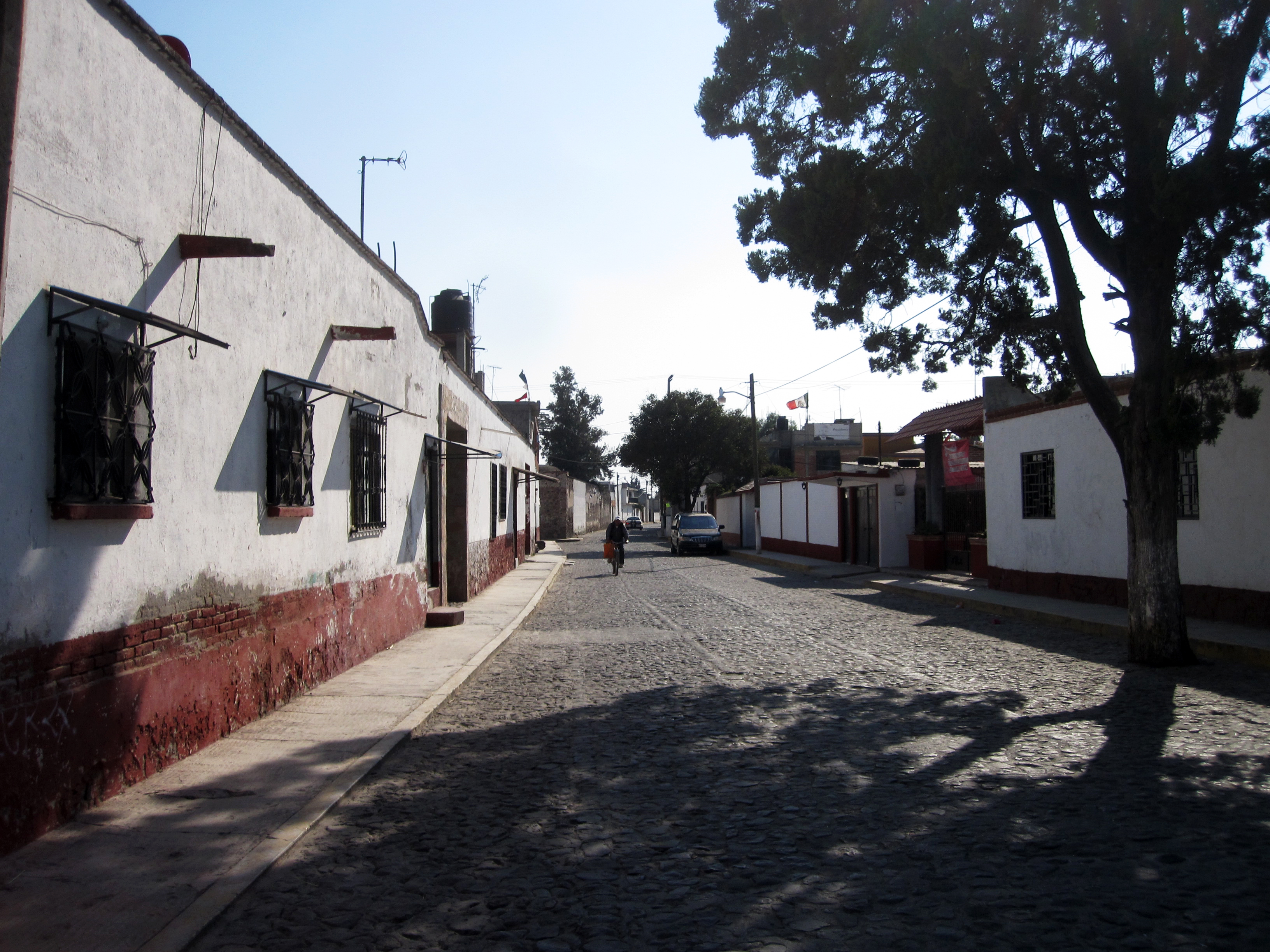
En gata.
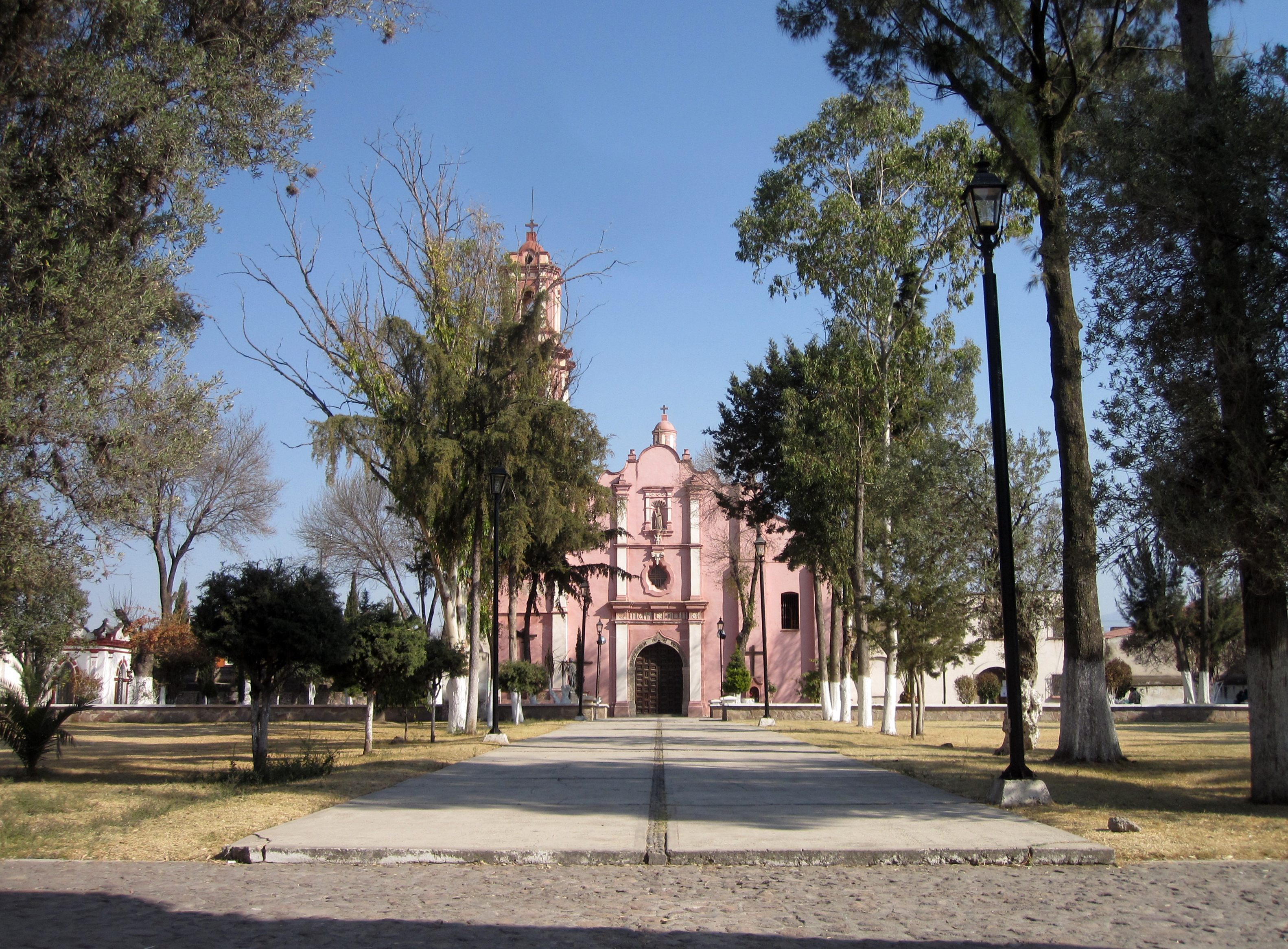
Iglesia de Papalotla
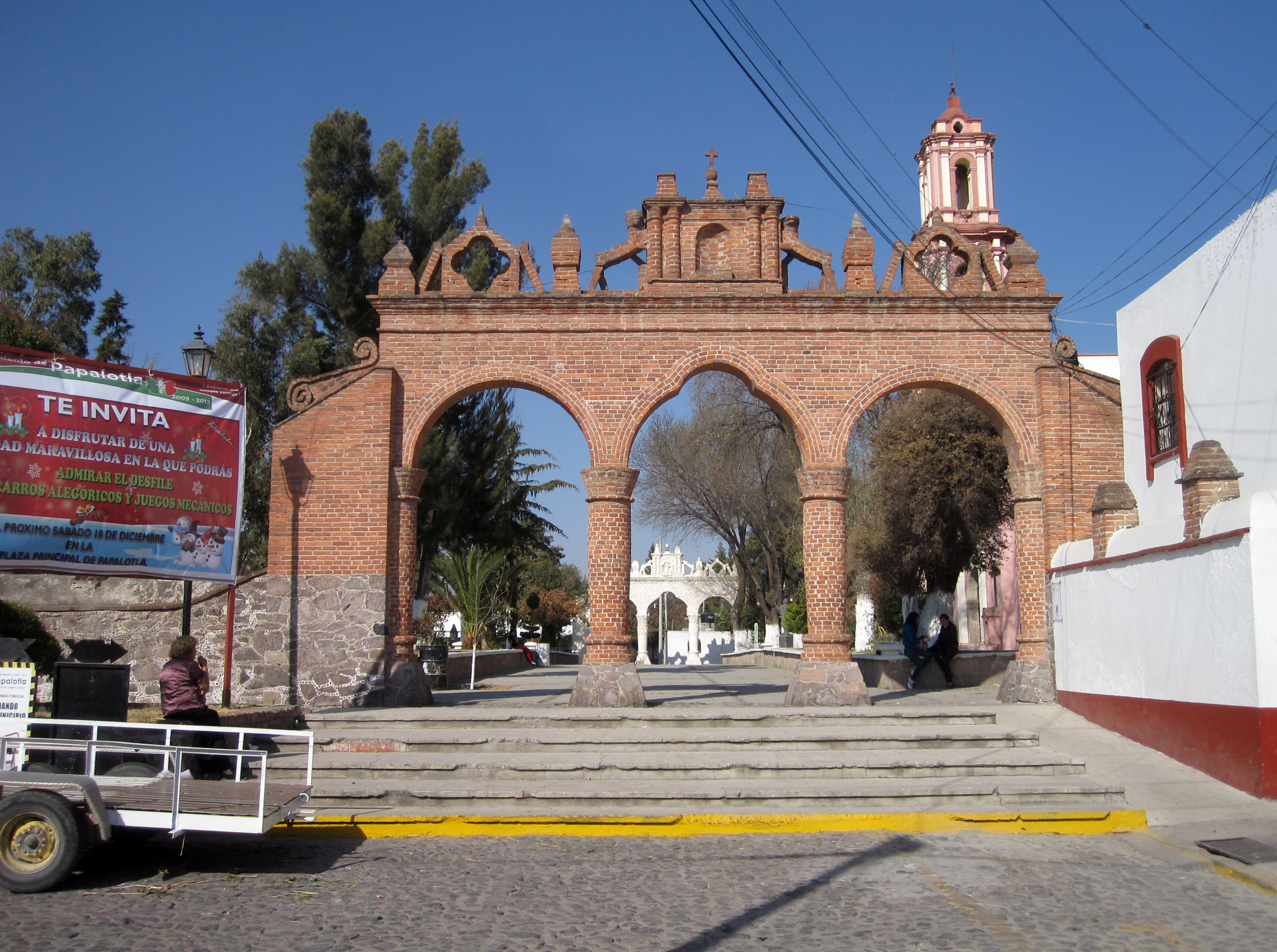
Torg med monument.